# Liga Femenina de baloncesto 2011-12
La temporada 2011-12 de la Liga Femenina fue la 49.ª temporada de la liga femenina de baloncesto. Se inició el 15 de octubre de 2011 y acabó el 24 de abril de 2012. El Ros Casares Valencia se proclamó campeón tras ganar al Perfumerías Avenida en los playoffs 2-0.

## Clubes participantes
| Equipo                        | Ciudad                | Posición 2010-2011 |
| ----------------------------- | --------------------- | ------------------ |
| Perfumerías Avenida           | Salamanca             | Campeón            |
| Ciudad Ros Casares Valencia   | Valencia              | Subcampeón         |
| Mann Filter Zaragoza          | Zaragoza              | 3.º                |
| Rivas Ecópolis                | Rivas-Vaciamadrid     | 4.º                |
| Girona FC                     | Gerona                | 5.º                |
| Sóller Bon Día!               | Sóller                | 6.º                |
| Palacio de Congresos de Ibiza | Santa Eulària des Riu | 7.º                |
| Hondarribia-Irún              | Fuenterrabía          | 8.º                |
| Gran Canaria 2014             | Las Palmas            | 9.º                |
| RC Celta Baloncesto           | Vigo                  | 11.º               |
| Cadí La Seu d'Urgell          | Seo de Urgel          | 12.º               |
| UNB Obenasa Lacturale         | Pamplona              | 13.º               |
| Caja Rural Tintos de Toro     | Zamora                | Campeonas LF2      |
| Jopisa Ciudad de Burgos       | Burgos                | Subcampeonas LF2   |

## Formato de competición
Los 14 equipos juegan todos contra todos a doble vuelta. Los tres primeros equipos clasificados al final de la primera vuelta junto con el anfitrión juegan la Copa de la Reina. Si el anfitrión termina entre los tres primeros, el cuarto clasificado de la liga la jugará también.
Al finalizar la temporada regular, los cuatro primeros equipos se clasifican para playoffs. Todas las series se disputan al mejor de tres partidos. Los dos últimos equipos descienden a Liga Femenina 2.

## Liga regular
| Pos. | Equipo                        | PJ | G  | P  | PF   | PC   | DP   | Pts | Clasificación o descenso           |
| ---- | ----------------------------- | -- | -- | -- | ---- | ---- | ---- | --- | ---------------------------------- |
| 1    | Ciudad Ros Casares Valencia   | 26 | 26 | 0  | 2253 | 1468 | +785 | 52  | Descenso a LF2                     |
| 2    | Perfumerías Avenida           | 26 | 23 | 3  | 2044 | 1640 | +404 | 49  | Clasifican a los Playoffs          |
| 3    | Girona FC                     | 26 | 18 | 8  | 1897 | 1749 | +148 | 44  | Clasifican a los Playoffs          |
| 4    | Rivas Ecópolis                | 26 | 17 | 9  | 1807 | 1643 | +164 | 43  | Clasifican a los Playoffs          |
| 5    | Mann Filter Zaragoza          | 26 | 16 | 10 | 1659 | 1584 | +75  | 42  | Descenso a LF2                     |
| 6    | Gran Canaria 2014             | 26 | 13 | 13 | 1705 | 1698 | +7   | 39  |                                    |
| 7    | Cadí La Seu d'Urgell          | 26 | 13 | 13 | 1707 | 1850 | −143 | 39  |                                    |
| 8    | Sóller Bon Día!               | 26 | 12 | 14 | 1840 | 1898 | −58  | 38  | Descenso a LF2                     |
| 9    | Jopisa Ciudad de Burgos       | 26 | 11 | 15 | 1768 | 1866 | −98  | 37  |                                    |
| 10   | Caja Rural Tintos de Toro     | 26 | 9  | 17 | 1760 | 1856 | −96  | 35  |                                    |
| 11   | RC Celta Baloncesto           | 26 | 8  | 18 | 1547 | 1781 | −234 | 34  | Descenso a LF2                     |
| 12   | Hondarribia-Irún              | 26 | 7  | 19 | 1672 | 1908 | −236 | 33  |                                    |
| 13   | UNB Obenasa Lacturale         | 26 | 5  | 21 | 1614 | 1910 | −296 | 31  | Mantiene la categoría por vacantes |
| 14   | Palacio de Congresos de Ibiza | 26 | 4  | 22 | 1518 | 1940 | −422 | 30  | Descenso a LF2                     |

 Fuente: FEB

### Tabla de resultados cruzados
| Local \ Visitante             | CAD    | ZAM   | ROS   | GIR   | GCA   | HON   | BUR    | MAN   | IBI    | AVE   | CEL   | RIV   | SOL   | UNB    |
| ----------------------------- | ------ | ----- | ----- | ----- | ----- | ----- | ------ | ----- | ------ | ----- | ----- | ----- | ----- | ------ |
| Cadí La Seu d'Urgell          | —      | 69–65 | 53–81 | 58–79 | 73–72 | 92–63 | 86–80  | 78–67 | 70–54  | 65–73 | 55–50 | 79–65 | 71–78 | 73–60  |
| Caja Rural Tintos de Toro     | 84–53  | —     | 57–85 | 64–78 | 75–63 | 87–54 | 74–71  | 54–67 | 62–56  | 71–78 | 59–64 | 76–83 | 76–85 | 77–80  |
| Ciudad Ros Casares Valencia   | 105–56 | 84–57 | —     | 76–60 | 84–63 | 89–52 | 112–64 | 70–46 | 77–54  | 79–56 | 69–56 | 81–60 | 96–61 | 98–61  |
| Girona FC                     | 72–53  | 86–65 | 52–90 | —     | 67–61 | 80–79 | 84–67  | 61–73 | 82–60  | 73–79 | 92–52 | 49–67 | 75–58 | 71–63  |
| Gran Canaria 2014             | 61–54  | 52–70 | 56–83 | 68–73 | —     | 67–59 | 75–54  | 74–50 | 99–59  | 55–83 | 86–67 | 68–56 | 58–57 | 68–58  |
| Hondarribia-Irún              | 74–78  | 83–68 | 53–91 | 75–86 | 60–64 | —     | 75–68  | 68–58 | 68–58  | 57–99 | 72–60 | 58–74 | 61–64 | 73–55  |
| Jopisa Ciudad de Burgos       | 73–39  | 74–69 | 63–90 | 88–62 | 61–53 | 78–58 | —      | 61–66 | 81–64  | 56–69 | 65–64 | 70–88 | 60–84 | 65–61  |
| Mann Filter Zaragoza          | 62–68  | 66–51 | 60–78 | 73–78 | 77–52 | 74–63 | 64–56  | —     | 71–54  | 72–66 | 58–42 | 55–50 | 67–73 | 63–54  |
| Palacio de Congresos de Ibiza | 62–68  | 71–88 | 42–88 | 58–79 | 64–75 | 81–70 | 74–60  | 52–67 | —      | 56–97 | 65–74 | 44–66 | 66–59 | 50–56  |
| Perfumerías Avenida           | 96–68  | 82–62 | 55–89 | 77–71 | 70–53 | 71–61 | 83–77  | 67–60 | 105–45 | —     | 75–70 | 81–62 | 77–72 | 104–50 |
| RC Celta Baloncesto           | 64–53  | 65–66 | 49–89 | 31–64 | 61–77 | 61–60 | 59–70  | 40–61 | 60–66  | 56–76 | —     | 60–70 | 72–71 | 73–68  |
| Rivas Ecópolis                | 84–47  | 70–54 | 63–80 | 78–69 | 67–57 | 70–43 | 75–50  | 64–53 | 77–51  | 63–78 | 71–49 | —     | 79–89 | 70–61  |
| Sóller Bon Día!               | 53–83  | 72–55 | 71–97 | 72–77 | 67–60 | 74–69 | 77–85  | 55–70 | 84–58  | 48–75 | 58–81 | 64–67 | —     | 100–73 |
| UNB Obenasa Lacturale         | 73–65  | 65–74 | 48–92 | 64–77 | 49–68 | 61–64 | 61–71  | 55–59 | 57–54  | 49–72 | 65–67 | 77–68 | 90–94 | —      |

### Evolución en la clasificación
La tabla muestra las posiciones de cada equipo al término de cada jornada. 
| Equipo ╲ Jornada              | 1                    | 2  | 3  | 4  | 5  | 6  | 7  | 8  | 9  | 10 | 11 | 12 | 13 | 14 | 15 | 16 | 17 | 18 | 19 | 20 | 21 | 22 | 23 | 24 | 25 | 26 |   |
| ----------------------------- | -------------------- | -- | -- | -- | -- | -- | -- | -- | -- | -- | -- | -- | -- | -- | -- | -- | -- | -- | -- | -- | -- | -- | -- | -- | -- | -- | - |
| Equipo ╲ Jornada              | Cadí La Seu d'Urgell | 11 | 14 | 10 | 9  | 7  | 7  | 6  | 6  | 7  | 9  | 7  | 7  | 7  | 6  | 7  | 9  | 8  | 6  | 6  | 6  | 6  | 6  | 6  | 6  | 7  | 7 |
| Caja Rural Tintos de Toro     | 7                    | 11 | 12 | 12 | 12 | 12 | 10 | 11 | 9  | 10 | 9  | 9  | 9  | 11 | 12 | 9  | 10 | 10 | 11 | 10 | 11 | 10 | 10 | 10 | 11 | 10 |   |
| Ciudad Ros Casares Valencia   | 2                    | 1  | 1  | 1  | 1  | 1  | 2  | 1  | 1  | 1  | 1  | 1  | 1  | 1  | 1  | 1  | 1  | 1  | 1  | 1  | 1  | 1  | 1  | 1  | 1  | 1  |   |
| Girona FC                     | 13                   | 6  | 5  | 8  | 5  | 5  | 5  | 5  | 5  | 5  | 6  | 6  | 3  | 5  | 5  | 5  | 5  | 5  | 5  | 3  | 3  | 5  | 4  | 4  | 3  | 3  |   |
| Gran Canaria 2014             | 5                    | 10 | 6  | 4  | 8  | 6  | 7  | 8  | 8  | 8  | 8  | 8  | 8  | 8  | 8  | 8  | 7  | 8  | 8  | 9  | 8  | 8  | 8  | 8  | 6  | 6  |   |
| Hondarribia-Irún              | 10                   | 13 | 14 | 14 | 13 | 10 | 11 | 12 | 12 | 12 | 13 | 12 | 12 | 13 | 10 | 11 | 11 | 11 | 12 | 11 | 12 | 12 | 12 | 12 | 12 | 12 |   |
| Jopisa Ciudad de Burgos       | 14                   | 8  | 8  | 7  | 6  | 8  | 9  | 9  | 10 | 9  | 10 | 10 | 10 | 9  | 9  | 10 | 9  | 9  | 9  | 9  | 9  | 9  | 9  | 9  | 9  | 9  |   |
| Mann Filter Zaragoza          | 12                   | 7  | 4  | 6  | 9  | 9  | 8  | 7  | 6  | 6  | 5  | 5  | 5  | 3  | 3  | 3  | 3  | 4  | 4  | 4  | 4  | 4  | 5  | 5  | 5  | 5  |   |
| Palacio de Congresos de Ibiza | 9                    | 12 | 13 | 13 | 14 | 14 | 14 | 14 | 14 | 14 | 14 | 14 | 14 | 14 | 14 | 14 | 14 | 14 | 14 | 14 | 14 | 14 | 14 | 14 | 14 | 14 |   |
| Perfumerías Avenida           | 3                    | 2  | 3  | 2  | 2  | 2  | 1  | 2  | 2  | 2  | 2  | 2  | 2  | 2  | 2  | 2  | 2  | 2  | 2  | 2  | 2  | 2  | 2  | 2  | 2  | 2  |   |
| RC Celta Baloncesto           | 8                    | 4  | 9  | 11 | 11 | 11 | 12 | 10 | 11 | 13 | 11 | 11 | 13 | 10 | 11 | 12 | 12 | 12 | 10 | 12 | 10 | 11 | 11 | 11 | 10 | 11 |   |
| Rivas Ecópolis                | 1                    | 3  | 2  | 3  | 3  | 3  | 3  | 3  | 3  | 3  | 4  | 3  | 4  | 4  | 4  | 4  | 4  | 3  | 3  | 5  | 5  | 3  | 3  | 3  | 4  | 4  |   |
| Sóller Bon Día!               | 4                    | 5  | 7  | 5  | 4  | 4  | 4  | 4  | 4  | 4  | 3  | 4  | 6  | 7  | 6  | 6  | 6  | 7  | 7  | 8  | 7  | 7  | 7  | 7  | 8  | 8  |   |
| UNB Obenasa Lacturale         | 6                    | 9  | 11 | 10 | 10 | 13 | 13 | 13 | 13 | 11 | 12 | 13 | 11 | 12 | 13 | 13 | 13 | 13 | 13 | 13 | 13 | 13 | 13 | 13 | 13 | 13 |   |

## Play Off por el título
|  | Semifinales | Semifinales                 | Semifinales | Semifinales         | Semifinales |    |                             | Finals | Finals | Finals | Finals | Finals |  |
|  |             |                             |             |                     |             |    |                             |        |        |        |        |        |  |
|  |             |                             |             |                     |             |    |                             |        |        |        |        |        |  |
|  | 1           | Ciudad Ros Casares Valencia | 70          | 57                  |             |    |                             |        |        |        |        |        |  |
|  | 1           | Ciudad Ros Casares Valencia | 70          | 57                  |             |    |                             |        |        |        |        |        |  |
|  | 4           | Rivas Ecópolis              | 61          | 47                  |             |    |                             |        |        |        |        |        |  |
|  | 4           | Rivas Ecópolis              | 61          | 47                  |             | 1  | Ciudad Ros Casares Valencia | 74     | 86     |        |        |        |  |
|  |             |                             |             |                     |             | 1  | Ciudad Ros Casares Valencia | 74     | 86     |        |        |        |  |
|  |             |                             | 2           | Perfumerías Avenida | 72          | 68 |                             |        |        |        |        |        |  |
|  | 2           | Perfumerías Avenida         | 2           | Perfumerías Avenida | 72          | 68 | 78                          | 69     |        |        |        |        |  |
|  | 2           | Perfumerías Avenida         |             |                     |             |    | 78                          | 69     |        |        |        |        |  |
|  | 3           | Girona FC                   | 45          | 58                  |             |    |                             |        |        |        |        |        |  |
|  | 3           | Girona FC                   | 45          | 58                  |             |    |                             |        |        |        |        |        |  |
|  |             |                             |             |                     |             |    |                             |        |        |        |        |        |  |

### Semifinales
| Equipo 1                        | Series | Equipo 2           | 1.er partido | 2.º partido | 3.er partido |
| ------------------------------- | ------ | ------------------ | ------------ | ----------- | ------------ |
| (1) Ciudad Ros Casares Valencia | 2–0    | Rivas Ecópolis (4) | 70–61        | 57–47       | —            |
| (2) Perfumerías Avenida         | 2–0    | Girona FC (3)      | 78–45        | 69–58       | —            |

Partido 1
| 7 de abril de 2012                              | Ciudad Ros Casares Valencia                         | 70–61                                 | Rivas Ecópolis                                    | Valencia                                                                                        |  |  |
| 12:00                                           | Parciales: 23–10, 15–15, 12–17, 20–19               | Parciales: 23–10, 15–15, 12–17, 20–19 | Parciales: 23–10, 15–15, 12–17, 20–19             |                                                                                                 |  |  |
|                                                 | Estadísticas Moore 17 Wauters 11 Palau 4 Wauters 23 | Reporte Pts Reb Asts Val              | Estadísticas 20 Jones 10 Jones 5 Aguilar 27 Jones | Pabellón: Pabellón Fuente de San Luis Árbitros: José Pla Giménez Juan Gabriel Carpallo Miguélez |  |  |
| Ciudad Ros Casares Valencia lidera la serie 1-0 |                                                     |                                       |                                                   |                                                                                                 |  |  |
|                                                 |                                                     |                                       |                                                   |                                                                                                 |  |  |

| 9 de abril de 2012                      | Perfumerías Avenida                                               | 78–45                                 | Girona FC                                                      | Salamanca                                                                                  |  |  |
| 20:30                                   | Parciales: 23–10, 18–12, 18–11, 19–12                             | Parciales: 23–10, 18–12, 18–11, 19–12 | Parciales: 23–10, 18–12, 18–11, 19–12                          |                                                                                            |  |  |
|                                         | Estadísticas de Souza 15 de Souza 13 tres jugadoras 4 de Souza 26 | Reporte Pts Reb Asts Val              | Estadísticas 8 Carbó, Robinson 8 Robinson 2 Jordana 9 Robinson | Pabellón: Pabellón de Würzburg Árbitros: Ángel de Lucas de Lucas Esperanza Mendoza Holgado |  |  |
| Perfumerías Avenida lidera la serie 1-0 |                                                                   |                                       |                                                                |                                                                                            |  |  |
|                                         |                                                                   |                                       |                                                                |                                                                                            |  |  |

Partido 2
| 11 de abril de 2012                           | Rivas Ecópolis                                     | 47–57                              | Ciudad Ros Casares Valencia                                      | Rivas-Vaciamadrid                                                                          |  |  |
| 20:45                                         | Parciales: 11–21, 9–6, 20–13, 7–17                 | Parciales: 11–21, 9–6, 20–13, 7–17 | Parciales: 11–21, 9–6, 20–13, 7–17                               |                                                                                            |  |  |
|                                               | Estadísticas Cruz 20 Cruz, Piršić 7 Cruz 2 Cruz 29 | Reporte Pts Reb Asts Val           | Estadísticas 23 Wauters 7 Jackson, Lyttle 6 Domínguez 22 Wauters | Pabellón: Pabellón Cerro del Telégrafo Árbitros: José Antonio Pagán Baró Jordi Aliaga Solé |  |  |
| Ciudad Ros Casares Valencia gana la serie 2-0 |                                                    |                                    |                                                                  |                                                                                            |  |  |
|                                               |                                                    |                                    |                                                                  |                                                                                            |  |  |

| 13 de abril de 2012                   | Girona FC                                                            | 58–69                                | Perfumerías Avenida                                     | Gerona                                                                                              |  |  |
| 21:00                                 | Parciales: 21–17, 7–19, 14–20, 16–13                                 | Parciales: 21–17, 7–19, 14–20, 16–13 | Parciales: 21–17, 7–19, 14–20, 16–13                    | |  |  |
|                                       | Estadísticas Robinson 16 Robinson 17 Jordana, Thorburn 4 Robinson 32 | Reporte Pts Reb Asts Val             | Estadísticas 18 Bonner 12 de Souza 4 Antoja 21 de Souza | Pabellón: Pabellón municipal Gerona-Fontajau Árbitros: Francisco José Zafra Guerra Rafael Bey Silva |  |  |
| Perfumerías Avenida gana la serie 2-0 |                                                                      |                                      |                                                         | |  |  |
|                                       |                                                                      |                                      |                                                         | |  |  |

### Final
| Equipo 1                        | Series | Equipo 2                | 1.er partido | 2.º partido | 3.er partido |
| ------------------------------- | ------ | ----------------------- | ------------ | ----------- | ------------ |
| (1) Ciudad Ros Casares Valencia | 2–0    | Perfumerías Avenida (2) | 74–72        | 86–68       | —            |

Partido 1
| 21 de abril de 2012                             | Ciudad Ros Casares Valencia                           | 74–72                                 | Perfumerías Avenida                                        | Valencia                                                                                                   |  |  |
| 17:30                                           | Parciales: 23–14, 17–20, 21–21, 13–17                 | Parciales: 23–14, 17–20, 21–21, 13–17 | Parciales: 23–14, 17–20, 21–21, 13–17                      | |  |  |
|                                                 | Estadísticas Jackson 19 Wauters 10 Palau 5 Jackson 23 | Reporte Pts Reb Asts Val              | Estadísticas 14 de Souza 11 de Souza 6 Fernández 15 Xargay | Pabellón: Pabellón Fuente de San Luis Árbitros: Juan Pedro Morales García-Alcaide Andrés Fernández Sánchez |  |  |
| Ciudad Ros Casares Valencia lidera la serie 1-0 |                                                       |                                       |                                                            | |  |  |
|                                                 |                                                       |                                       |                                                            | |  |  |

Partido 2
| 24 de abril de 2012                           | Perfumerías Avenida                                       | 68–86                                 | Ciudad Ros Casares Valencia                         | Salamanca                                                                                       |  |  |
| 20:45                                         | Parciales: 19–23, 13–24, 16–16, 20–23                     | Parciales: 19–23, 13–24, 16–16, 20–23 | Parciales: 19–23, 13–24, 16–16, 20–23               |                                                                                                 |  |  |
|                                               | Estadísticas de Souza 25 de Souza 15 Xargay 4 de Souza 33 | Reporte Pts Reb Asts Val              | Estadísticas 20 Moore 8 Lyttle 5 Domínguez 18 Palau | Pabellón: Pabellón de Würzburg Árbitros: Miguel Ángel Garmendia Zorita Juan de Dios Oyón Cauqui |  |  |
| Ciudad Ros Casares Valencia gana la serie 2-0 |                                                           |                                       |                                                     |                                                                                                 |  |  |
|                                               |                                                           |                                       |                                                     |                                                                                                 |  |  |

## Postemporada
- Campeonas de la Liga Femenina 2011-12: Ros Casares Valencia (8º título).
- Campeonas de la Copa de la Reina 2012: Perfumerías Avenida (3er título).
- Campeonas de la Supercopa 2011: Perfumerías Avenida (2º título).
- Clasificadas para Euroliga 2012-13: Perfumerías Avenida y Rivas Ecópolis (tras la desaparición de Ros Casares).
- Clasificadas para Eurocup 2012-13: ningún equipo participa en esta competición tras renunciar todos.
- Descendidas a Liga Femenina 2 2012-13:  Puig d'en Valls (descenso deportivo), Ros Casares Valencia,[2] Mann-Filter Zaragoza,[3] Sóller Bon Día [4] y RC Celta de Vigo [5][6] (renuncias a la categoría). La categoría quedaría reducida a 11 equipos en la siguiente temporada.
- Ascendidas de Liga Femenina 2 2011-12:  Grupo Marsol Huelva y Coelbi Bembibre.